# Adriano García-Loygorri y Ruiz
Adriano García-Loygorri y Ruiz (Madrid, 30 de octubre de 1934 - 20 de marzo de 2020) fue un ingeniero de minas, titular de la cátedra de Geología General. Miembro de la Real Academia de Ciencias Exactas, Físicas y Naturales y de la Real Academia de Ingeniería de España de la que fue académico constituyente.
Su padre fue asesinado en las matanzas de Paracuellos. Fue director del Instituto Geológico y Minero de España en el periodo 1978-1980 Desde 1980 al 1982 fue director general de Minas e Industrias de la Construcción.
Ha sido concejal (1995-2003) y teniente de alcalde (1999-2003) en el Ayuntamiento de Madrid, en ambos casos como titular del Área de Medio Ambiente y vicepresidente de la Empresa Municipal del Suelo del Ayuntamiento de Madrid, y del Club de Campo de Madrid.
Durante esta etapa también fue vocal de la empresa Canal de Isabel II que le valdría la imputación en el caso  Lezo junto al resto del Consejo de Administración del Canal.